# Pan-Amerikaanse kampioenschappen judo 2012
De Pan-Amerikaanse kampioenschappen judo 2012 waren de 36ste editie van de Pan-Amerikaanse kampioenschappen judo en werden gehouden in Montreal, Canada, van donderdag 26 april tot en met zondag 29 april 2012. 

## Resultaten

### Mannen
| Gewichtsklasse | Goud              | Zilver                 | Brons                             |
| -------------- | ----------------- | ---------------------- | --------------------------------- |
| – 55 kg        | Cristian Toala    | Mahdi Zeghir           | Fredy López Nathan Kearney        |
| – 60 kg        | Felipe Kitadai    | Sergio Pessoa          | Javier Guédez Hernan Birbrier     |
| – 66 kg        | Leandro Cunha     | Sasha Mehmedovic       | Bolen Bradford Ricardo Valderrama |
| – 73 kg        | Ronald Girones    | Bruno Mendonça         | Nick Delpopolo Alejandro Clara    |
| – 81 kg        | Leandro Guilheiro | Antoine Valois-Fortier | Pedro Castro Emmanuel Lucenti     |
| – 90 kg        | Alexandre Emond   | Asley González         | Mervin Rodriguez Eduardo Silva    |
| – 100 kg       | Renan Nunes       | Cristian Schmidt       | Italo Cordova Oreydi Despaigne    |
| + 100 kg       | Rafael Silva      | Óscar Brayson          | Carlos Zegarra Anthony Turner     |

### Vrouwen
| Gewichtsklasse | Goud           | Zilver            | Brons                               |
| -------------- | -------------- | ----------------- | ----------------------------------- |
| – 48 kg        | Dayaris Mestre | Sarah Menezes     | Edna Carrillo Luz Alvarez           |
| – 52 kg        | Érika Miranda  | Yulieth Sanchez   | Yanet Bermoy Maria Garcia           |
| – 57 kg        | Rafaela Silva  | Yadinys Amaris    | Joliane Melançon Yurisleidy Lupetey |
| – 63 kg        | Yaritza Abel   | Estefania García  | Mariana Silva Jessica Garcia        |
| – 70 kg        | Maria Portela  | Onix Cortés       | Yuri Alvear Kelita Zupancic         |
| – 78 kg        | Mayra Aguiar   | Yalennis Castillo | Amy Cotton Anny Cortes              |
| + 78 kg        | Idalys Ortíz   | Melissa Mojica    | Vanessa Zambotti Maria Altheman     |

## Medaillespiegel
| Plaats | Land                   | Goud | Zilver | Brons | Totaal |
| 1      | Brazilië               | 9    | 2      | 3     | 14     |
| 2      | Cuba                   | 4    | 4      | 3     | 11     |
| 3      | Canada                 | 1    | 4      | 3     | 8      |
| 4      | Ecuador                | 1    | 1      | 0     | 2      |
| 5      | Colombia               | 0    | 2      | 4     | 6      |
| 6      | Argentinië             | 0    | 1      | 3     | 4      |
| 7      | Puerto Rico            | 0    | 1      | 1     | 2      |
| 8      | Verenigde Staten       | 0    | 0      | 4     | 4      |
| 9      | Venezuela              | 0    | 0      | 3     | 3      |
| 10     | Mexico                 | 0    | 0      | 2     | 2      |
| 11     | Chili                  | 0    | 0      | 1     | 1      |
| 11     | Dominicaanse Republiek | 0    | 0      | 1     | 1      |
| 11     | Peru                   | 0    | 0      | 1     | 1      |
| 11     | El Salvador            | 0    | 0      | 1     | 1      |
| Totaal | Totaal                 | 15   | 15     | 30    | 60     |

1952 · 
1956 · 
1958 · 
1960 · 
1965 · 
1968 · 
1970 · 
1972 · 
1974 · 
1976 · 
1978 · 
1980 · 
1982 · 
1984 · 
1985 · 
1988 · 
1990 · 
1992 · 
1994 · 
1996 · 
1997 · 
1998 · 
1999 · 
2000 · 
2001 · 
2002 · 
2003 · 
2004 · 
2005 · 
2006 · 
2007 · 
2008 · 
2009 · 
2010 · 
2011 · 
2012 · 
2013 · 
2014 · 
2015 · 
2016 · 
2017 · 
2018 · 
2019 · 
2020 · 
2021